# Jill Rips
Jill Rips (v originále známý také jako Jill the Ripper a Tied Up) je americký film z roku 2000, který režíroval Anthony Hickox. Hlavní roli v něm ztvárnil Dolph Lundgren. Film je založen na románu skotského spisovatele Frederica Lindseye z roku 1987.

## Zápletka
V roce 1977 se bývalý policista Matt Sorenson vrací do Bostonu na pohřeb svého mladšího bratra Michaela, úspěšného podnikatele. Michaelovo tělo je nalezeno vyplavené na pobřeží, svázané na způsob BDSM praktik, s brutálními řezy a bodnými ranami, z nichž některé byly způsobeny až po smrti. Matt, odhodlaný najít vraha, nejprve podezírá stavebního magnáta "Big Jima" Conwaye, s nímž měl Michael spor ohledně projektu metra. Zároveň se cítí přitahován k Michaelově vdově Ireně, která byla s jeho bratrem ženatá pouhých šest měsíců.
Když jsou nalezeni další muži zavraždění podobným způsobem a zjistí se, že byli vyfotografováni s maskovanou sexuální pracovnicí, vyšetřování se zaměří na ni. Média ji označí jako "Jill the Ripper". Matt se neochotně ponoří do podzemní BDSM scény a odhalí spojitost mezi vraždou svého bratra, Conwayem a Irenou.

## Obsazení
- Dolph Lundgren jako Matt Sorenson
- Danielle Brett jako Irene
- Richard Fitzpatrick jako Eddie
- Kristi Angus jako Frances
- Charles Seixas jako "Big Jim" Conway
- Sandi Ross jako Mary O.
- Greg Ellwand jako Peerse
- Victor Pedtrchenko jako Joe Jujavia
- Kylie Bax jako Serena